# Cnemaspis biocellata
Cnemaspis biocellata là một loài thằn lằn trong họ Gekkonidae. Loài này được Grismer, Chan, Nasir & Sumontha mô tả khoa học đầu tiên năm 2008.